# بلاد الخطا

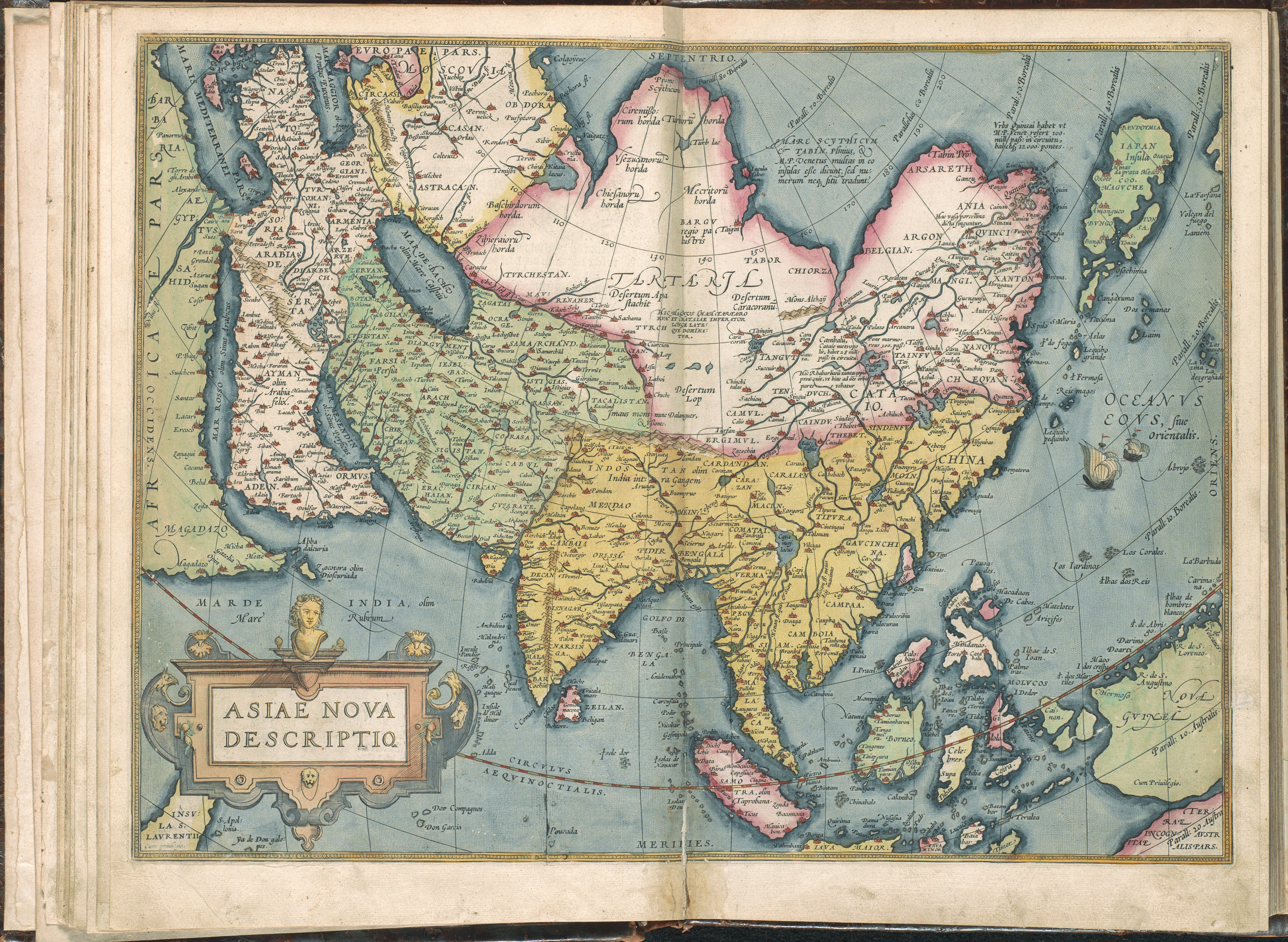

بلاد الخطا أو بلاد الخطاي هو الاسم الذي أطلقه المؤرخون المسلمون في العصور الوسطى على شمال الصين، وبالذات الجزء الشرقي من نهر يانغتسي. الاسم الأوروبي هو Cathay‏ نقلاً عن ماركو بولو.
الاسمان (الخطا و Cathay) مشتقان من اسم الخيتان الذين فتحوا أقاليم الصين الشمالية في عام 907 م، وبقي الاسم متصلا بتلك الأقاليم حتى بعد انهيار تلك السلالة عام 1125، وأطلق الاسم بعدها على أمم آسيا الوسطى إلى كامل مناطق الصين. ومن هنا ما زال الروس يسمون الصين باسم Китай (كيتاي).
توغل الاسم في أوروبا في القرن الثاني عشر مع صيت فتوحات جنكيز خان. وبعد استكشاف جنوب الصين من قبل الملاحين الأوروبيين، انتشر الاعتقاد الخاطئ بأن كاثاي تقع شمال الصين، وكانت الرغبة بالوصول إليها هي ما دفعت المغامرين الإنكليز في القرن السادس عشر للبحث عن الممر الشمالي الغربي.

## تطوير التسمية
وفيما يلي تطور اشتقاقي من خيطان إلى كاثي ككلمة مسافرة غرباً:
- المنغولية-منغولية كلاسيكية: Khyatad (Хятад) / Kitad – خياطاد
- أويغورية (غرب الصين): خى تاي، Xitay – خيتاي
- كازاخية: قى تاي، Қытай, Qıtay – قيتاي
- كازان تاتار (وسط روسيا): Qıtay – قيتاي
- روسية: Китай – كيتاي
- لاتيني: Cataya – كاتايا
- إسبانية: Catay – كاتاي
- إيطالية: Catai – كاتاي
- برتغالية: Cataio – كاتايو
- إنجليزية، ألمانية، هولندية: Cathay – كاثاي

## استخدام التسمية
استخدم اسم كاثاي كاسم لشركة الطيران الوطنية كاثاي باسيفيك الخاصة بإقليم هونغ كونغ.